# Drosophila ornatifrons
Drosophila ornatifrons är en tvåvingeart som beskrevs av Oswald Duda 1927. Drosophila ornatifrons ingår i släktet Drosophila och familjen daggflugor.
Artens utbredningsområde är Brasilien.